# Икорница

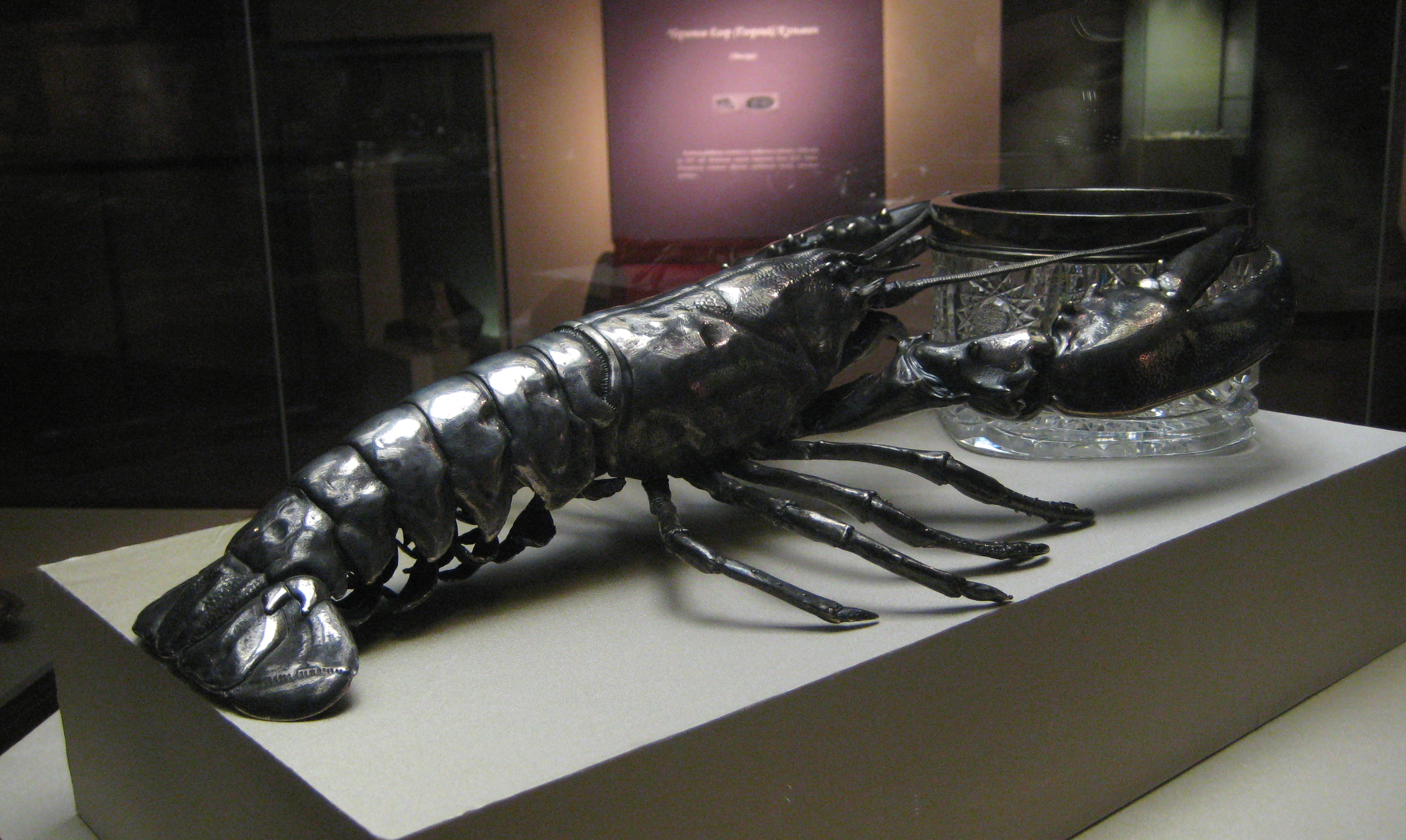
Икорница в виде рака

Икорница — сосуд для подачи икры к столу. Обычно состоит из двух частей: небольшой стеклянной розетки, в которую помещается икра и специальной большой ёмкости, часто металлической (иногда деревянной), куда помещается дроблёный лёд, поверх которого устанавливается розетка. Двойная конструкция икорницы со льдом применяется при подаче икры как закуски до ужина или на буфетном столе, в случае индивидуальной сервировки используются небольшие икорницы в виде ракушек, рыбок и т. п., в которые укладывается охлаждённая в холодильнике икра.
Индивидуальные икорницы при сервировке стола ставят на тарелки — пирожковые или закусочные и кладут лопатку для раскладывания икры.
Для икорниц из металлов ранее использовалось только серебро, так как другие металлы негативно влияют на вкус икры.